# 网上拍卖
网上拍卖是以网络技术實行交易的交易形式，这种方式的优点在与其不受时间地点的限制，只要你的计算机可以连接网络就能实现。这种新的交易方式是在网络技术达到一定水平的时候才能安全有序的发展。
网络交易的方式有：
- B2B（Business To Business，即批发）;
- C2C（Consumer To Consumer，即二手交换或交易）;
- B2C（Business To Consumer，即零售）。